# 우산포장기
우산포장기(雨傘包裝機)는 건물 안에 젖은 우산을 가지고 출입하는 경우에 빗물로 바닥이 더럽혀지는 것을 막기 위해 사용하는 도구이다.

## 같이 보기
- 우산